# Hollywood (Negrita)
Hollywood è il terzo ed ultimo singolo estratto da Reset, il quarto album della rock band Negrita.
Hollywood fa parte della colonna sonora del film Così è la vita di Aldo, Giovanni e Giacomo del 1998, composta dagli stessi Negrita.

## Il video
Il video, girato nel 1999, è ambientato a Milano ed è un filmato molto particolare e significativo perché cerca di trasmettere il significato del testo della canzone: mostra un ambiente che ad una prima occhiata può essere meraviglioso come appunto essere a Hollywood, fino a che non si capisce che è tutto una grande illusione. Il video mostra i vari componenti della band mentre sono per strada a fare diverse azioni, come suonare la chitarra o sedersi al bar, per poi rincontrarsi nella macchina di Roberto ''Zama'' Zamagni, il batterista del gruppo. Le ultime immagini mostrano i componenti che camminano liberi per la strada, per poi riunirsi tutti assieme nella solita macchina.

## Tracce
1. Hollywood
2. Sex (Live)
3. Ho imparato a sognare (Live)
4. Transalcolico (Live)